# XFree86
XFree86 – darmowa i wolna (na licencji MIT X11) implementacja X Window System, działająca na systemach GNU/Linux, FreeBSD, NetBSD, OpenBSD, macOS, Solarisie i kilku innych Uniksach.
Obecnie XFree86 opiera się na wersji 11, wydaniu 6, podwersji 5.1 X Window System.

## Historia
W okolicach maja 1992 wystartował projekt o nazwie X386, którego celem było dostosowanie kodu X11R5 dla System V R3 i R4 na tych pecetach, na których oryginalny kod nie chciał jeszcze działać. Kilka miesięcy później X386 objęło także implementację protokołu X Window System dla systemów 386BSD oraz rozwijającego się GNU/Linuksa.
Z czasem ta gałąź stała się faktycznym standardem X dla GNU/Linuksa, choć jednocześnie istniały także inne implementacje dla różnych systemów, np. AcceleratedX czy X Server autorstwa Metrowerks. Po drodze projekt X386 zmienił swoją nazwę na XFree86 i doszedł do serii 4.x, a GNU/Linux systematycznie zyskiwał na znaczeniu.
Taka sytuacja utrzymywała się mniej więcej do wiosny 2003 r., kiedy o XFree86 stało się głośno dzięki wysiłkom Keitha Packarda włożonym w unowocześnienie kodu. Tymczasem dowodzony przez Davida Dawesa projekt przyjmował łatki do oficjalnych wydań niezwykle opornie, i to nie tylko od Packarda: zdarzało się, że sterowniki dostarczone przez producentów kart graficznych czekały na włączenie po kilka miesięcy. W obliczu kryzysu Packard nie zamierzał tworzyć nowego odgałęzienia, tylko tchnąć nowe życie w zastany projekt, mimo to po kilku miesiącach został wykluczony z zespołu. Swoją pracę kontynuuje w ramach X.Org, które przejęło rolę standardowej implementacji X dla GNU/Linuksa.
Zdecydowana większość znanych dystrybucji zmieniła lub zamierza wymienić XFree86 na X.Org. Bezpośrednim tego powodem stała się niewielka, ale kontrowersyjna zmiana licencji części kodu na XFree86 License 1.1. Nowa wersja licencji została uznana przez projekt GNU za niezgodną z GNU GPL z powodów praktycznych, podobnie jak kiedyś licencja BSD z tzw. klauzulą ogłoszeniową. Twórcy XFree86 nie zgadzają się z taką interpretacją i uważają, że zmiana treści licencji nie wpłynęła na zgodność z GPL.